# Canthon imitator
Canthon imitator là một loài bọ cánh cứng trong họ Bọ hung (Scarabaeidae).